# Банц Креддок
Ба́нц Кре́ддок, повне ім'я — Ба́нц Джо́н Кре́ддок (англ. Bantz John Craddock; нар. 24 серпня 1949, Паркерсбург, Західна Вірджинія, США) — американський військовослужбовець, генерал армії у відставці, Верховний головнокомандувач ОЗС НАТО в Європі та Головнокомандувач Збройних сил США в Європі (2006—2009), Головнокомандувач Збройних сил США Південного командування (2004—2006).

## Біографічні відомості

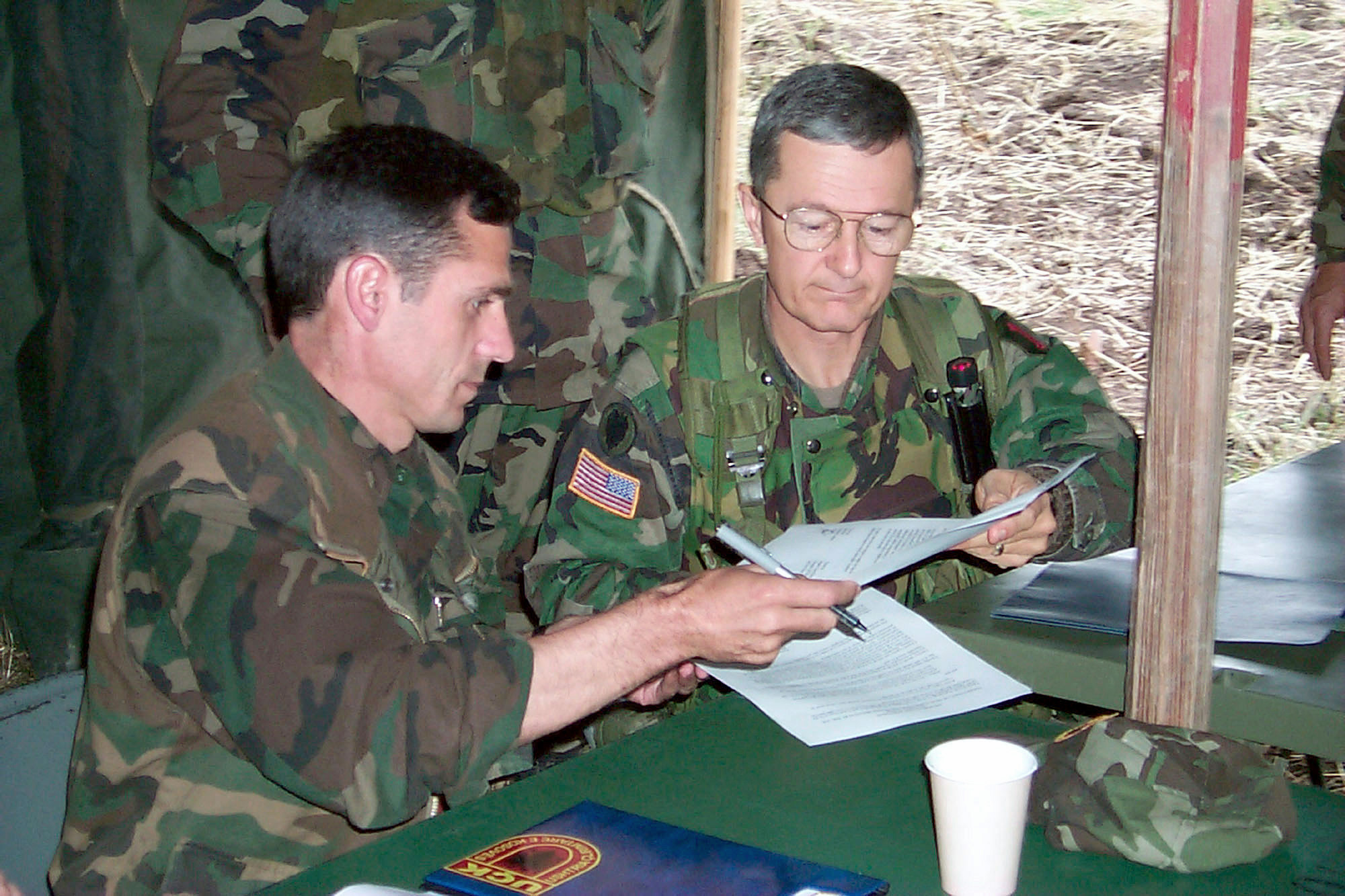
Банц Креддок (праворуч) у Косово (1999-й рік)

Банц Креддок народився 24 серпня 1949 року в містечку Доддридж. Має валлійське походження: до Другої світової війни його сім'я переїхала з Уельса до Сполучених Штатів. Закінчивши середню школу у 1967 році, Банц вступив до Моргантаунівського університету (Західна Вірджинія).
Після закінчення університету у званні молодшого офіцера потрапив до Німеччини, де служив у третій танковій дивізії, а звідти переведений до Форт-Ноксу (штат Кентуккі), де працював бортінженером. Через деякий час Банц вже командував танковою ротою 1-го батальйону 32-го бронетанкового полку.
У вересні 1981 року Креддок переведений до Управління диспетчерів, що в Уоррені (штат Мічиган). Там він був спочатку системним аналітиком, а згодом програмним директором. Одночасно пішов навчатися у командно-штабний коледж. Після закінчення коледжу Креддока знову переводять у Німеччину. Там він служив у 8-й піхотній механізованій дивізії і командував 4-м батальйоном, 69-го бронетанкового полку протягом майже двох років. Згодом він був переведений до штабу дивізії і призначений заступником командувача операціями.
У травні 1989 року Креддок став командувати 4-м батальйоном, 64-го бронетанкового полку, 24-ї стрілецької дивізії. Пізніше був призначений помічником начальника штабу, а у 1990-мо році вступив до Пенсильванського військового коледжу армії США, який закінчив у 1993-му. Після закінчення коледжу призначений командиром 194-ї окремої танкової бригади (Форт-Нокс). А вже у червні 1995 року Креддок став помічником начальника штабу у Форт-Худі (штат Техас).
У 1996 році Креддока було переведено до Генерального Штабу при Пентагоні і призначено помічником заступника директора в J5. У серпні 1998 року Кредок був призначений командувачем американськими військами для початкової операції входу в Косово. У вересні 2000 року він став командувати 1-ї піхотної механізованої дивізії «Big Red One». З серпня 2002-го по 2004-й рік служив головним військовим помічником міністра оборони США.
У 2004 році призначений Головнокомандувачем Збройних Сил США Південного командування, а з 14 липня 2006 року, змінивши Джеймса Джонса, виконував обов'язки одночасно і Верховного головнокомандувача ОЗС НАТО в Європі, і Головнокомандувача Збройних сил США в Європі. З грудня 2006 року він офіційно приступив до своїх обов'язків.

Банц Креддок під час промови на церемонії передачі повноважень Європейського командування Збройних сил США в Європі (2006-й рік)

Після закінчення терміну повноважень у 2009 році Банц Креддок подав у відставку і очолив приватне військове підприємство Military Professional Resources.

## Критика
У 2006 році Банца Креддока жорстко критикували через ситуацію, що склалася в Гуантанамо: він виправдав застосування тортур і публічно пожартував з примусового годування ув'язнених. Деякі європейські політики та військовики скептично поставились до слів Креддока, який на той час був офіційною особою Північноатлантичного альянсу.
28 січня 2009 року редакція Der Spiegel опублікувала секретні документи, які були адресовані генералам НАТО. В них йшлося про упорядкування спеціальних військ, які повинні боротися з наркоторговцями в Афганістані, в тому числі знаходити і знищувати лабораторії навіть там, де прямих доказів про причетність їх немає.

## Нагороди
| Стрічка | Назва                                            |
|         | Медаль за видатну службу в Збройних силах        |
|         | Медаль «За видатні заслуги» армії США            |
|         | Медаль за відмінну службу в Збройних силах США   |
|         | Легіон Заслуг                                    |
|         | Бронзова Зірка                                   |
|         | Медаль за похвальну службу                       |
|         | Медаль за досягнення                             |
|         | Похвальна медаль                                 |
|         | Нагорода за видатну єдність частини              |
|         | Відзнака за героїзм                              |
|         | Медаль за службу національній обороні            |
|         | Медаль за участь у війні в Затоці                |
|         | Медаль за кампанію в Косово                      |
|         | Медаль за службу у війні з тероризмом            |
|         | Відзнака за службу в армії                       |
|         | Відзнака за службу за кордоном                   |
|         | Орден «За заслуги перед Польщею»                 |
|         | Медаль за визволення Кувейту (Саудівська Аравія) |
|         | Медаль визволення (Кувейт)                       |
|         | Медаль НАТО                                      |